# Cryptocarya hornei
Cryptocarya hornei är en lagerväxtart som beskrevs av John Wynn Gillespie. Cryptocarya hornei ingår i släktet Cryptocarya och familjen lagerväxter. Inga underarter finns listade i Catalogue of Life.